# Miguel Ángel Moratinos
Miguel Ángel Moratinos Cuyaubé (Madrid, 8 de junio de 1951) es un político y diplomático español. Desde enero de 2019 es el alto representante de Naciones Unidas para la Alianza de Civilizaciones. Formó parte del primer Gobierno de José Luis Rodríguez Zapatero al frente de la cartera del Ministerio de Asuntos Exteriores y de Cooperación de España desde 2004 hasta el 21 de octubre de 2010, cuando fue sustituido en el cargo por Trinidad Jiménez. Previamente fue representante de la Unión Europea para el proceso de paz árabe-israelí entre 1996 y 2003. Moratinos es miembro del Partido Socialista Obrero Español (PSOE) y fue diputado socialista por Córdoba desde 2004 hasta  2011.

## Biografía
Nació el 8 de junio de 1951 en la ciudad de Madrid. Estudió en el Liceo Francés de Madrid, y posteriormente se licenció en Derecho y en Ciencias Políticas por la Universidad Complutense de Madrid, habla francés e inglés, y tiene conocimiento de otros idiomas como el serbocroata y el árabe coloquial. Está casado y tiene 3 hijos. Su mujer, francesa, fue profesora de inglés en el Liceo Francés de Madrid.

### Carrera diplomática
Ingresó en la carrera diplomática trabajando en el Ministerio de Asuntos Exteriores desde 1974 a 1979 como director para las relaciones con Europa del Este. Después estuvo destinado en la Embajada de España en Yugoslavia hasta 1984, desde donde pasa a la de Marruecos hasta 1987, momento en el que es nombrado Subdirector General para África del Norte. En 1991, dirige el Instituto para la Cooperación con el Mundo Árabe, convirtiéndose en un especialista en Oriente Próximo, respetado tanto por árabes como por israelíes, siendo nombrado Dirección General de Política Exterior para África y Medio Oriente en 1993, y tras la llegada del PP, embajador en Israel en 1996. Cesa ese mismo año, cuando la Unión Europea le confía la alta representación de la misma en el proceso de paz árabe-israelí, cargo que desempeñaría hasta 2003.

### Política
En 2004 fue elegido diputado al Congreso por el PSOE por la circunscripción electoral de Córdoba y es nombrado por José Luis Rodríguez Zapatero, ministro de Asuntos Exteriores y de Cooperación de España.
Una de sus primeras misiones fue explicar en el contexto internacional la retirada de las tropas españolas de la invasión de Irak y la posterior guerra, en cumplimiento de la promesa electoral de José Luis Rodríguez Zapatero. La decisión de la retirada fue en su momento muy controvertida, al ser contraria al gobierno de George Bush de Estados Unidos pero con fuertes apoyos de la población española (Manifestaciones contra la invasión de Irak de 2003 y las protestas antiguerra del 15 de febrero de 2003). La decisión fue tomada por el presidente Zapatero pocos días después de nombrar al gabinete. Zapatero no había aceptado las conclusiones del Trío de las Azores que justificaron la invasión de Irak en 2003, la existencia de armas de destrucción masiva y la presencia de Al Qaeda en territorio iraquí, ni la posterior guerra, que consideraba una violación del derecho internacional, denunciada entre otras organizaciones por Amnistía Internacional y confirmada con la difusión de los Registros de la guerra de Irak, promovidos por WikiLeaks, así como las consecuencias de la derrota, tanto para los ejércitos como para los intereses occidentales que promovían la guerra contra el terror.
En 2007, España tuvo la presidencia en ejercicio de la Organización para la Seguridad y la Cooperación en Europa, siendo Moratinos presidente en ejercicio.
Ha participado en las conferencias del Grupo Bilderberg en al menos una ocasión. En 2011 presentó su candidatura a director general de la FAO, y después de quedar en la votación final perdió frente al brasileño José Graziano da Silva por 88 votos contra 92.
En enero de 2012, se unió al equipo de Global Dry Land Alliance en Catar para promover este tratado internacional de seguridad alimentaria en más de 15 países miembros en todos los continentes. De 2012 a 2013 fue miembro del grupo asesor de alto nivel del presidente de la 67.ª Sesión de la Asamblea General de la ONU.
En enero de 2019 fue nombrado Alto Representante de Naciones Unidas para la Alianza de Civilizaciones sustituyendo al diplomático catarí Nassir Abdulaziz al Nasser.

## Honores
Entre los honores más destacados que ha recibido se encuentran los de:
- Ciudadano de Honor de Belgrado.[14]
- Caballero de la Orden del Mérito Civil.
- Oficial de la Orden de Isabel la Católica.
- Oficial de la Orden de Alaouite Ouissan de Marruecos.
- Gran cruz de la Orden de la Independencia de Guinea Ecuatorial.
- Gran cruz de la Orden del Libertador San Martín (República Argentina, 2009).[15]
- Doctor honoris causa por la Universidad de La Valetta, Malta.
- Premio Jan Karski 2010, del Comité Judío Estadounidense, AJC (American Jewish Committee), por combatir el antisemitismo y la intolerancia.[16]